# Pediculus humanus corporis
Il pidocchio del corpo (Pediculus humanus corporis o Pediculus humanus humanus Linneo, 1758) è una specie di pidocchio che infesta anche l'uomo, causando pediculosi.
In base a recenti analisi del DNA mitocondriale, parrebbe che questo animale si sia originato circa 107.000 anni fa a partire dall'affine pidocchio del capo che può essere
attaccato da animali all'uomo ma non viceversa. (Pediculus humanus capitis), trovando un ambiente adatto al proprio sviluppo grazie alla diffusione degli indumenti.

In realtà, le due sottospecie (quella del capo e quella del corpo) sono praticamente indistinguibili fra loro e, allevate in laboratorio, si accoppiano senza problemi, dando prole fertile ed interfeconda. La differenza principale fra le due sta nel fatto che, mentre il pidocchio del capo deposita le proprie uova (dette lendini) alla base del capello, il pidocchio del corpo attacca le proprie uova alle fibre dei vestiti. In natura, le due sottospecie occupano due habitat differenti e raramente vengono a contatto, peraltro non accoppiandosi mai fra loro.

## Sintomatologia e trattamento
La comparsa di infestazioni di pidocchi del corpo è associata solitamente a condizioni di sovraffollamento e/o di scarsa igiene dell'ambiente: la presenza di questi animali provoca un fastidioso e continuo prurito, dovuto alle punture dell'animale sulla pelle per succhiare il sangue dell'ospite, del quale si nutre: talvolta, al prurito si associa la comparsa di maculo papule escoriate.

La presenza in sé dell'animale non rappresenta un particolare pericolo per la salute (ad eccezione di eventuali infezioni delle punture): i pidocchi del corpo sono tuttavia vettori di alcune gravi malattie, come il tifo esantematico e la febbre ricorrente.
Un modo per eliminare l'infestazione da pidocchi è bollire i vestiti, sui quali questi animali depongono le proprie uova: alla temperatura di 55 °C, infatti, si ha una mortalità del 100% delle uova e degli adulti.

Qualora la bollitura degli abiti non sia possibile, un'alternativa è una disinfestazione degli stessi con mistura in polvere di DDT (10%), malatione (1%) e permetrina (1%), una seconda è il passaggio dei vestiti in forni a microonde anche utilizzando modelli domestici  od in casi estremi il rogo di vestiti e giacigli infetti.
Per quanto concerne l'infezione a livello corporeo, essa è facilmente risolvibile con un cambio frequente di vestiti per una settimana. Esperimenti fatti somministrando ivermectina per via orale in dosi di 12 mg ad un gruppo di 33 persone a Marsiglia hanno invece dimostrato che, seppur provocando un drastico calo del numero dei pidocchi adulti presenti sul corpo, non si ha una completa eradicazione del parassita.